# Музей Флоренс Грісволд
Музей Флоренс Грісволд (англ. Florence Griswold Museum) — художній музей в США, розташований у місті Олд Лайм, штат Коннектикут; відомий своєю колекцією картин американських імпресіоністів. Будівлю музею оголошено Національною історичною пам'яткою Сполучених Штатів у 1993 році. Музей має акредитацію American Association of Museums (з 1978 року).

## Історія

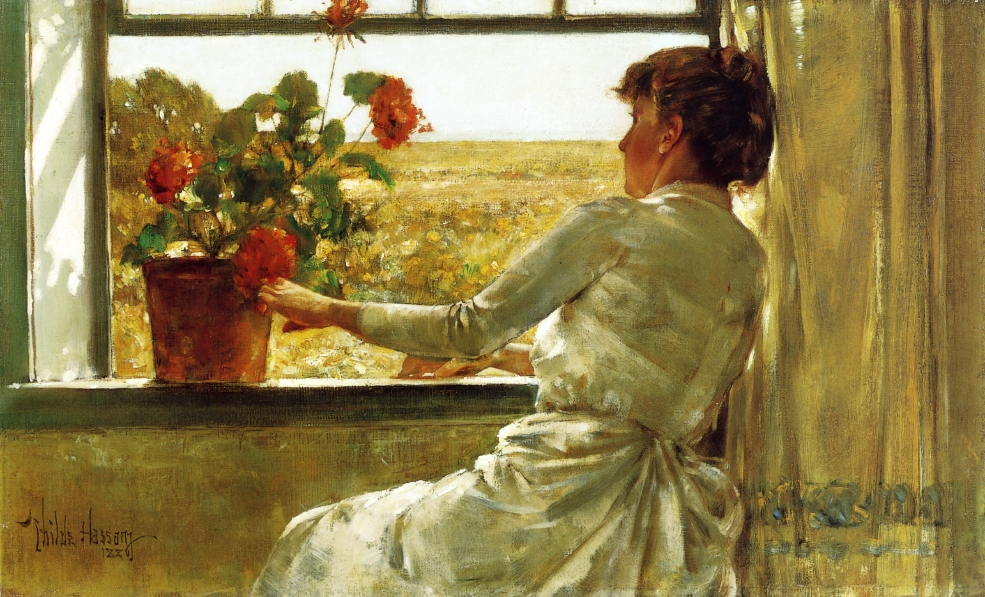
Літня ніч

Музей був заснований у 1936 році в будинку, де жила Флоренс Грісволд, і який став ядром художньої колонії Олд Лайм. Будинок належав сім'ї Флоренс та являв собою особняк у стилі Георгіанської архітектури, розроблений архітектором Samuel Belcher, збудований у 1817 році. Власниця змінила планування будинку, перебудувавши господарські споруди під майстерні для художників. Багато робіт, що зберігаються в колекції музею, відображують особняк і його територію.
У 1937 році, незадовго до смерті Флоренс, її друзі та художники створили асоціацію Florence Griswold Association, щоб придбати будинок та перетворити його на музей, але це їм не вдалося і будинок купив суддя Роберт Марш (англ. Robert McCurdy Marsh), який надав Флоренс можливість жити в будинку до її смерті. Асоціація продовжила спроби викупити будинок, який був прикладом ранньої архітектури Нової Англії і створити в ньому музей мистецтва, це їм вдалося у 1941 році. У 1947 році музей був відчинений для публіки. Спочатку в музеї працювали волонтери, і тільки у 1972 році був найнятий професійний персонал.
У 2002 році в музеї була відкрита галерея Robert і Nancy Krible, яка займала 9500 квадратних футів (880 м²) виставкової площі та мала вид на річку Lieutenant River.